# E Dio disse a Caino...
E Dio disse a Caino... è un film del 1970 diretto da Antonio Margheriti, con lo pseudonimo di Anthony Dawson.
Il film è stato uno tra i 32 film scelti per la retrospettiva dedicata agli spaghetti-western durante la Mostra Internazionale d'Arte Cinematografica di Venezia del 2007.
Come disse anche il regista:
(Antonio Margheriti)
il film realizza una commistione tra il genere dello spaghetti-western e l'horror-gotico.

## Trama
Gary Hamilton, ex ufficiale dell'esercito nordista, è in carcere condannato ai lavori forzati, per omicidio e tentata rapina. In realtà è stato un suo amico, Acombar, a commettere la razzia e a lasciare, sul luogo del crimine, la borraccia di Gary, per impossessarsi di tutti i suoi averi e sposare la sua donna. Dieci anni dopo, graziato per i suoi precedenti meriti, Gary torna al paese natio, deciso a vendicarsi di Acombar e di sua moglie.
Ma, sulla diligenza che lo porta in città, Gary incontra il giovane Dick, figlio di Acombar, il quale è all'oscuro di tutto. Gary lo incarica allora, spacciandosi per un amico di Acombar, di avvertire il padre del suo prossimo arrivo. Ricevuto il messaggio, Acombar organizza la difesa della città e della sua magione, per evitare a tutti i costi che Gary riesca a giungere in paese. Ma l'ex militare, grazie all'intricata rete sottorrenea della città, un vecchio cimitero indiano, e approfittando di un violento tornado che riduce di molto la visibilità, riesce, nel corso della notte, a massacrare ad uno ad uno tutti gli sgherri di Acombar nei modi più efferati (uno viene impiccato alla corda della campana della chiesa in modo che questa, mossa dal tornado, suoni e faccia ondeggiare su e giù il corpo dell'uomo).
Intanto Dick viene a conoscenza della verità su suo padre e sua madre, ma decide di schierarsi ugualmente al suo fianco. Quando Gary è ormai giunto alla magione, si fa vedere dalla moglie. Questa scappa ad avvisare il marito, ma proprio in quel momento entra Dick, e Acombar lo uccide. Acombar legatissimo al figlio accusa della morte la moglie, che lo aveva messo in tensione, e la uccide. Lei nel cadere urta una lampada e l'edificio prende fuoco. Rimasto solo Acombar cerca Gary nella magione in fiamme, lo trova, e i due si sfidano a duello. Gary lo uccide e, avuta la sua vendetta, lascia la città dicendo agli abitanti di cercare tutto l'oro accumulato da Acombar ed usarlo per ricostruire.

## Regia

Gary (Klaus Kinski), all'uscita dalla prigione

Scrive Edoardo Margheriti, figlio del regista:
(Edoardo Margheriti)

## Collegamenti ad altri media

Il duello finale tra gli specchi, con la casa in fiamme

- Il duello finale tra gli specchi è un omaggio a La signora di Shanghai di Orson Welles.[1]
- Il film termina con alcuni versetti della bibbia riferiti all'uccisione di Abele da parte di Caino, qui riportati interamente:

(Genesi 4:9)

## Titoli per l'estero
- And God said to Cain (Inghilterra)
- Satan der Rache (Germania)
- Et le vent apporta la violence (Belgio/Francia)
- Gejaagd door geweld (Belgio - fiammingo)
- Cain's Revenge (Australia)
- Dödsjakten (Svezia)
- Y Dios dijo a Caín (Spagna)